# Andrej Ogrizek
Andrej Ogrizek, slovenski strojni in tekstilni tehnik, * 7. april 1909, Šenčur, † 9. februar 1988, Ljubljana.

## Življenje in delo
Maturiral je leta 1929 na strojnem oddelku Tehnične srednje šole v Ljubljani, za pletilstvo se je specializiral v pletilski šoli na Dunaju (1929-1930) in na višji tekstilni šoli v Reutlingenu pri Stuttgartu v Nemčiji (1938). Med 2. svetovno vojno je bil organizator Osvobodilne fronte v Kranju. Leta 1944 je odšel v partizane. Po osvoboditvi je bil strokovni svetovalec pri organizaciji številnih pletilskih obratov in organizator pletilskega izobraževanja v Sloveniji. Leta 1954 je na tekstilni srednji šoli v Kranju organiziral pletilski oddelek in ga vodil do leta 1966. Sam in v soavtorstvu je napisal več učbenikov.

## Izbrana bibliografija
- Tehnologija pletenja (COBISS)
- Tehnologija pletenja : 2. letnik (COBISS)
- Ploski pletilni avtomat F8 (1972)
- Pletenje na ploskih pletilnih avtomatih (1972)